# Santa Marta de Tormes (kommunhuvudort)
Santa Marta de Tormes är en kommunhuvudort i Spanien. Den ligger i provinsen Provincia de Salamanca och regionen Kastilien och Leon, i den centrala delen av landet, 170 km väster om huvudstaden Madrid. Santa Marta de Tormes ligger 788 meter över havet och antalet invånare är 14 630.
Terrängen runt Santa Marta de Tormes är huvudsakligen platt. Santa Marta de Tormes ligger nere i en dal. Runt Santa Marta de Tormes är det ganska glesbefolkat, med 34 invånare per kvadratkilometer. Närmaste större samhälle är Salamanca, 3,7 km nordväst om Santa Marta de Tormes. Trakten runt Santa Marta de Tormes består till största delen av jordbruksmark.